# Vishal Kaith
Vishal Kaith, né le 22 juillet 1996 à Himachal Pradesh, est un footballeur international indien, qui évolue au poste de gardien de but.

## Biographie

### Carrière internationale
Il joue son premier match en équipe d'Inde le 5 septembre 2018, contre le Sri Lanka. Ce match gagné 2-0 rentre dans le cadre du championnat d'Asie du Sud 2018. L'Inde s'incline en finale du tournoi face aux Maldives.
En janvier 2019, il est retenu par le sélectionneur Stephen Constantine afin de participer à la Coupe d'Asie des nations organisée aux Émirats arabes unis, en tant que gardien remplaçant.

## Palmarès
- Finaliste du championnat d'Asie du Sud en 2018 avec l'équipe d'Inde